# 全国高校国际政治研究会
全国高校国际政治研究会，是由北京大学首先发起，获民政部批准成立，挂靠在北京大学国际关系学院管理下的以国际关系与国际政治为研究方向的学术研究会。
研究会成立于2006年10月18日，首任理事长为北京大学国际关系学院梁守德教授，首任秘书长为北京大学国际关系学院李义虎教授。现有单位会员70余个，出有《伊拉克战争后的国际政治走势》、《21世纪国际环境与中国外交》、《国际环境与中国和平发展》等三本论文集，并与北京大学国际关系学院合办有中国国际政治学科的核心期刊《国际政治研究》季刊。

## 理事会
| 理事长 - 梁守德教授：北京大学国际关系学院院长 常务副理事长 - 陈岳教授：中国人民大学教务处处长 副会长 - 倪世雄教授：复旦大学美国研究中心教授 | 学术委员会主任 - 蔡拓教授：中国政法大学全球化与全球问题研究中心主任 秘书长 - 李义虎教授：北京大学国际关系学院国际政治系主任 副秘书长 - 郭树勇教授：上海交通大学国际与公共事务学院副院长 |

常务理事
- 程又中教授：华中师范大学政治学研究院副院长
- 刘清才教授：吉林大学行政学院国际政治系主任
- 卫灵教授：中国政法大学马克思主义学院党总支书记兼副院长
- 李永辉教授：北京外国语大学国际关系学院院长
- 仇华飞教授：同济大学政治与国际关系学院副院长
- 余潇枫教授：浙江大学非传统安全与和平发展研究中心主任
- 张森林教授：长春师范大学马克思主义研究院院长兼国际关系学院院长
- 张胜军教授：北京师范大学政治学与国际关系学院副院长

理事
- 何兰教授：中国传媒大学国际传播学院国际关系专业教研室主任

## 历届年会

### 第一届
第一届年会于2003年10月在位于江苏南京的中国人民解放军国际关系学院举办，主题为“伊拉克战争后的国际政治走势”。与会议同题的论文集由军事谊文出版社于2004年4月出版。

### 第二届
第二届年会于2004年7月在位于甘肃兰州的兰州大学举办，主题为“21世纪国际环境与中国外交”。与会议同题的论文集由由兰州大学出版社于2005年3月出版。

### 第三届
第三届年会于2005年7月在位于辽宁沈阳的辽宁大学举办。是届的主题为“国际环境与中国和平发展”。与会议同题的论文集由由辽宁大学出版社于2006年2月出版。

### 第四届
第四届年会于2006年10月在位于江苏扬州的江苏省委党校举办，主题为“全球化与和谐世界”。

### 第五届
第五届年会于2007年5月在位于广东珠海的北京师范大学珠海分校举办，主题是“中国与世界：和平发展的理论与实践”。

### 第六届
第六届年会于2008年5月在位于上海虹口的上海外国语大学举办，主题为“世界大变革与中国对外战略”。

## 小型研讨会
- 2004年9月，与洛阳外语学院在洛阳共同举办“中国国际政治学理论建设”高层论坛。
- 2004年12月，与中国国际关系学会、上海交通大学国际与公共事务学院等10家单位在上海联合主办“建构中国理论、创建中国学派”学术研讨会。
- 2005年6月，为纪念联合国成立60周年，与北京大学东西方文化研究中心、北京大学国际关系学院在北京郊区联合举办了“国际安全与联合国改革：东西方文化的视角”学术研讨会。
- 2005年10月，与北京大学国际和平与安全中心在北京昌平联合举办了“亚洲和平与安全：现状与展望”国际学术研讨会。
- 2006年3月，与中国政法大学政治与公共管理学院联合举办了“和谐世界与中国对外战略”学术研讨会。
- 2006年6月，与中共山东省聊城市莘县委员会共同举办“和谐社会与建设新农村”学术讨论会。